# Lac des Vernes
Der Lac des Vernes ist ein künstlicher See in Meyrin im Kanton Genf.

## Geographie
Der See fungiert als Regenrückhaltebecken um die Überschwemmungen der Nant d’Avril zu regulieren. Rund um das Gewässer befinden sich Stege und Aussichtspunkte.

## Geschichte
Die Entscheidung einen künstlichen See in Meyrin anzulegen, wurde erstmals vom Munizipalrat im Juni 1998 getroffen, das Projekt scheiterte jedoch an dem fehlgeschlagenen Kauf des Geländes. Kurz darauf kam es einer Volksinitiative, welche den Bau des Sees forderte und 2004 angenommen wurde.
Der See wurde letztendlich am 10. Juni 2017 eröffnet. Die Vergabe des Wakkerpreises 2022 an die Gemeinde Meyrin basierte unter anderem auf dem Lac des Vernes.